# Karthikeshwar, Sandur
Karthikeshwar là một làng thuộc tehsil Sandur, huyện Bellary, bang Karnataka, Ấn Độ.